# Hamideh Esmaiel Nejad
Hamideh Esmaiel Nejad (persisch حمیده اسماعیل‌نژاد; * 23. Juli 1997 in Sabzewar) ist eine iranische Leichtathletin, die sich auf den Sprint spezialisiert hat. Sie ist aktuelle Inhaberin des Landesrekordes im 100-Meter-Lauf.

## Sportliche Laufbahn
Erste internationale Erfahrungen sammelte Hamideh Esmaiel Nejad im Jahr 2018, als sie bei den Hallenasienmeisterschaften in Teheran mit 7,71 s in der ersten Runde im 60-Meter-Lauf ausschied. 2023 erreichte sie bei den Hallenasienmeisterschaften in Astana das Finale und klassierte sich dort mit 7,48 s auf dem siebten Platz. Im Juli belegte sie bei den Freiluftmeisterschaften in Bangkok in 11,46 s den vierten Platz über 100 Meter und im Semifinale verbesserte sie den Landesrekord von Farzaneh Fasihi auf 11,33 s. Im September belegte sie bei den Asienspielen in Hangzhou in 11,54 s den siebten Platz über 100 Meter. Im Jahr darauf belegte sie bei den Hallenasienmeisterschaften in Teheran in 7,41 s den fünften Platz über 60 Meter.
In den Jahren 2019 und 2023 wurde Nejad iranische Meisterin im 100-Meter-Lauf sowie 2021 über 200 Meter. Zudem wurde sie 2017 und 2024 Hallenmeisterin im 60-Meter-Lauf.

## Persönliche Bestleistungen
- 100 Meter: 11,33 s (+1,0 m/s), 12. Juli 2023 in Bangkok (iranischer Rekord)
  - 60 Meter (Halle): 7,41 s, 10. Februar 2023 in Astana
- 200 Meter: 24,18 s (+0,3 m/s), 18. August 2023 in Teheran